# Президент Варгас (алмаз)
Президент Варгас — один з найбільших коли-небудь знайдених алмазів, первинною масою 726,6 каратів.
Алмаз був виявлений 13 серпня 1938 року в Бразилії, в алювії річки Санту-Антоніу в окрузі Коромандел штату Мінас-Жерайс. Згодом з нього було виготовлено 29 діамантів, найбільший з яких мав масу 48,26 каратів. Чотирнадцяти найбільшим діамантам було зроблено смарагдове ограновування.
Алмаз названо на честь президента Бразилії Жетуліо Варгаса, в роки правління якого був знайдений алмаз.